# Zaláta
Zaláta es un pueblo ubicado en el distrito de Sellye, en el condado de Baranya, Hungría.

## Superficie
Posee una superficie de 21,83 kilómetros cuadrados.

## Demografía
Hasta 2019 la población era de 218 habitantes, con una densidad de población de 9,986 habitantes por kilómetro cuadrado.